# Frankfurt Hauptbahnhof
Frankfurt Hauptbahnhof är Frankfurt am Mains centralstation. Stationen är stadens mest trafikerade och största knutpunkt, med cirka 350 000 resenärer och besökande per dygn. I Tyskland hade bara centralstationerna i Hamburg och München fler resande per dygn år 2013.
Stationen har 29 spår, varav 25 är i huvudhallen och 4 spår är under jord och används bara för pendeltåg. Det finns även 4 spår på den närliggande tunnelbanestationen. Dessutom finns spårväg på gatan utanför huvudentrén.